# Chi Chỉ thiên
Chi Chỉ thiên (danh pháp khoa học: Elephantopus) là một chi thuộc Họ Cúc (Asteraceae). Các tên gọi phổ biến là chỉ thiên, cúc chỉ thiên, cỏ lưỡi mèo, cỏ chân voi, địa đảm thảo. Các loài trong chi này thường mọc ở vùng rừng thưa, vùng núi các nước nhiệt đới. Tại Việt Nam có thể gặp một trong hai loài là E. scaber (chỉ thiên) hay E. tomentosus (chỉ thiên mềm).

## Các loài
- Elephantopus angolensis O.Hoffm.
- Elephantopus arenarius Britton & P.Wilson ex Britton
- Elephantopus arenosus Krasch.
- Elephantopus biflorus (Less.) Sch.Bip.
- Elephantopus carolinianus Raeusch.
- Elephantopus dilatatus Gleason
- Elephantopus elatus Bertol.
- Elephantopus elongatus Gardner
- Elephantopus erectus Gleason
- Elephantopus hirtiflorus DC.
- Elephantopus mendoncae Philipson
- Elephantopus micropappus Less.
- Elephantopus mollis Kunth
- Elephantopus multisetus O.Hoffm. ex T.Durand & De Wild.
- Elephantopus nudatus A.Gray
- Elephantopus palustris Gardner
- Elephantopus piauiensis R.Barros & Semir
- Elephantopus pratensis C.Wright
- Elephantopus racemosus Gardner
- Elephantopus riparius Gardner
- Elephantopus scaber L.
- Elephantopus senegalensis (Klatt) Oliv. & Hiern
- Elephantopus spicatus B.Juss. ex Aubl.
- Elephantopus tomentosus L.
- Elephantopus virgatus Desv. ex Ham.

## Đặc điểm
Lá mọc chụm ở mặt đất, thân cây cao 30–40 cm, chẽ nhánh và mang ít lá nhỏ. Hoa nhỏ gắn 3-4 thành nhiều hoa trong một tổng bao ba lá, hoa cao 1,5 cm, bế quả 4–5 cm, có 5 sợi tơ. Cây chứa NaCl, phenol, sterol.

## Tác dụng thảo dược
Rể cây sắc uống lợi tiểu, giải nhiệt. Ở các nước Ấn Độ, Philippines, hay vùng Trung Mỹ cây này cũng được dùng để trị kiết. Thân cây sắc uống giúp tiêu hóa và điều hòa kinh nguyệt.